# 総合通信基盤局
総合通信基盤局（そうごうつうしんきばんきょく、英語: Telecommunications Bureau）は、総務省の内部部局の一つである。

## 沿革
- 2001年（平成13年）1月6日：中央省庁再編に伴い旧郵政省の電気通信局及び大臣官房国際部が統合し、総合通信基盤局が発足。
- 2007年（平成19年）4月1日：電気通信技術システム課に企画官を、電波環境課に電波環境推進官を設置。電波環境課電波監視官の定員を4人に。
- 2008年（平成20年）7月4日：国際部が情報通信国際戦略局へ改組。
- 2016年（平成28年）7月1日：高度通信網振興課・消費者行政課を「消費者行政第一課」「消費者行政第二課」に、基幹通信課・移動通信課・衛星移動通信課を「基幹・衛星移動通信課」「移動通信課」に改組[1]。

## 職務
- 情報の電磁的流通のための有線又は無線の施設の設置及び使用の規律に関する事務（放送に係るものにあっては、有線ラジオ放送の施設の設置の規律に関するものに限る）。
- 電気通信業の発達、改善及び調整に関する事務
- 非常事態における重要通信の確保に関する事務
- 周波数の割当て及び電波の監督管理に関する事務（放送に係る無線局免許等関係事務（無線局の免許又は登録をする事務をいう。以下同じ）を除く）
- 電波の監視及び電波の質の是正並びに不法に開設された無線局及び不法に設置された高周波利用設備の探査に関する事務
- 電波が無線設備その他のものに及ぼす影響による被害の防止又は軽減に関する事務
- 電波の利用の促進に関する事務（情報通信国際戦略局及び情報流通行政局の所掌に属するものを除く）

## 組織
- 局長
  - 総務課
    - 調査官（2人）

### 電気通信事業部
- 部長
  - 事業政策課
    - 企画官（1人）
    - 調査官（1人）
    - 市場評価企画官（1人）

  - 料金サービス課
    - 企画官（1人）

  - データ通信課
    - インターネットドメイン利用推進官（1人）

  - 電気通信技術システム課
    - 安全・信頼性対策室
    - 番号企画室

  - 消費者行政第一課
    - 消費者行政調整官（1人）

  - 消費者行政第二課
    - 企画官（1人）

### 電波部
- 部長
  - 電波政策課
    - 国際周波数政策室
    - 電波利用料企画室
    - 企画官（1人）
    - 周波数調整官（3人）
    - 検定試験官（2人）

  - 基幹・衛星移動通信課
    - 基幹通信室
    - 重要無線室

  - 移動通信課
    - 新世代移動通信システム推進室
    - 移動通信企画官（1人）

  - 電波環境課
    - 監視管理室
    - 認証推進室
    - 電波環境推進官（1人）
    - 電波監視官（4人）

## 歴代局長

### 現職
| 氏名     | 出身省庁 | 前職                               | 就任年月日              |
| -------- | -------- | ---------------------------------- | ----------------------- |
| 湯本博信 | 郵政省   | 大臣官房総括審議官（情報通信担当） | 2024年（令和6年）7月5日 |

### 過去
| 氏名       | 出身省庁                 | 前職 | 在任期間                                               | 退任後の役職等               |
| ---------- | ------------------------ | --- | ------------------------------------------------------ | ---------------------------- |
| 金澤薫     | 郵政省                   | 郵政省放送行政局長 | 2001年（平成13年）1月6日 - 2001年（平成13年）7月6日    | 総務審議官（国際担当）       |
| 鍋倉眞一   | 郵政省                   | 情報通信政策局長 | 2001年（平成13年）7月6日 - 2003年（平成15年）1月17日   | 総務審議官（国際担当）       |
| 有冨寛一郎 | 郵政省                   | 郵政事業庁次長 | 2003年（平成15年）1月17日 - 2005年（平成17年）8月15日  | 総務審議官（国際担当）       |
| 須田和博   | 郵政省                   | 自治行政局公務員部長 | 2005年（平成17年）8月15日 - 2006年（平成18年）7月21日  | 郵政行政局長                 |
| 森清       | 郵政省                   | 大臣官房長 | 2006年（平成18年）7月21日 - 2007年（平成19年）7月6日   | 総務審議官（国際担当）       |
| 寺﨑明     | 郵政省                   | 政策統括官（情報通信担当） | 2007年（平成19年）7月6日 - 2008年（平成20年）7月4日    | 総務審議官（国際担当）       |
| 桜井俊     | 郵政省                   | 大臣官房総括審議官（政策評価・広報担当） | 2008年（平成20年）7月4日 - 2012年（平成24年）9月11日   | 情報通信国際戦略局長         |
| 吉良裕臣   | 郵政省                   | 大臣官房長 | 2012年（平成24年）9月11日 - 2015年（平成27年）7月31日  | 退官、KDDI執行役員副社長     |
| 福岡徹     | 郵政省                   | 大臣官房長 | 2015年（平成27年）7月31日 - 2016年（平成28年）6月17日  | 総務審議官（郵政・通信担当） |
| 富永昌彦   | 郵政省                   | 大臣官房総括審議官（国際担当） | 2016年（平成28年）6月17日 - 2017年（平成29年）7月11日  | 総務審議官（国際担当）       |
| 渡辺克也   | 郵政省                   | 総合通信基盤局電波部長 | 2017年（平成29年）7月11日 - 2018年（平成30年）7月20日  | 総務審議官（国際担当）       |
| 谷脇康彦   | 郵政省                   | 政策統括官（情報セキュリティ担当） | 2018年（平成30年）7月20日 - 2019年（令和元年）12月20日 | 総務審議官（郵政・通信担当） |
| 谷脇康彦   | 総務審議官による事務取扱 | 総務審議官による事務取扱 | 2019年（令和元年）12月20日 - 2020年（令和2年）7月20日  |                              |
| 竹内芳明   | 郵政省                   | サイバーセキュリティ統括官 | 2020年（令和2年）7月20日 - 2021年（令和3年）7月1日     | 総務審議官（郵政・通信担当） |
| 二宮清治   | 郵政省                   | 大臣官房付 併任 内閣官房内閣審議官（内閣官房副長官補付） 命 内閣官房デジタル市場競争本部事務局次長 命 内閣官房情報通信技術（IT）総合戦略室室長代理（副政府CIO） | 2021年（令和3年）7月1日 - 2022年 (令和4野) 6月28日     | デジタル庁統括官             |
| 竹村晃一   | 郵政省                   | 大臣官房総括審議官 | 2022年（令和4年）6月28日 - 2023年（令和5年）7月7日     | 大臣官房長                   |
| 今川拓郎   | 郵政省                   | 大臣官房長 | 2023年（令和5年）7月7日 - 2024年（令和6年）7月5日      | 総務審議官                   |